# Гаррієві
Гаррієві (Garryaceae) — родина дводольних рослин, що входить в порядок Гаррієцвіті (Garryales), що охоплює 2 роди та 19-28 видів вічнозелених чагарників або невеликих дерев.

## Роди
- Aucuba  —  Аукуба. Охоплює 3-10 видів, поширених у Східній Азії.
- Garrya  —  Гаррія. Охоплює 16-18 видів, поширених в Північній Америці.